# Downburst
Downburst (převzato z angličtiny, kde složeno z down „dole, dolů“ a burst „poryv“, též někdy nazývané českým spojením propad studeného vzduchu) označuje v meteorologii extrémně silný sestupný konvektivní proud, který v přízemní vrstvě vytváří silný ničivý vítr vanoucí z bodového zdroje radiálně, tj. přímočaře všemi směry od středu roztékání v přízemní vrstvě. Škody způsobené downbursty vedou někdy k záměně s tornádem, mají však odlišnou povahu. Zatímco v případě tornáda vítr o vysoké rychlosti obtéká centrální oblast, přičemž se pohybuje směrem dovnitř a vzhůru, v downburstu vítr směřuje dolů a poté od místa dopadu na zemský povrch ven. Stejně jako tornáda jsou i downbursty vázány na silné konvektivní bouře. Termín downburst zavedl v roce 1976 meteorolog Ted Fujita, aby odlišil zvlášť intenzivní a nebezpečné sestupné konvektivní proudy.

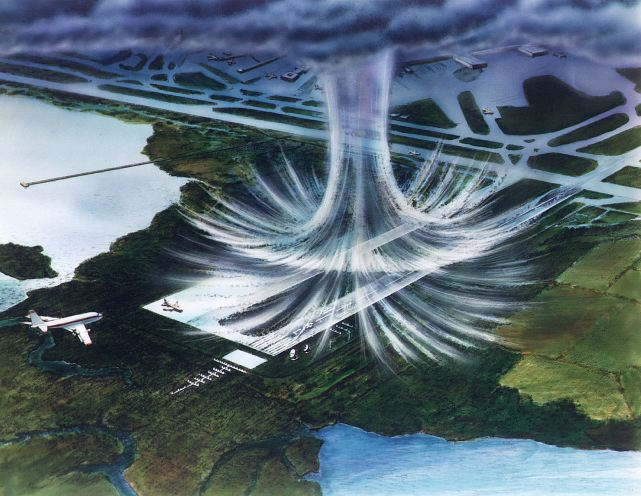
Ilustrace mikroburstu. Vzduch se pohybuje směrem dolů, dokud nedosáhne povrchu. Poté se šíří do všech směrů. Režim větru v microburstu je opačný než v tornádu.

Downbursty vznikají v oblasti vzduchu výrazně ochlazeného deštěm, který se po dosažení přízemní vrstvy šíří všemi směry a vytváří silný vítr. Suché downbursty jsou spojeny s bouřkami s velmi malým množstvím dešťových srážek, zatímco mokré downbursty vznikají při bouřkách s velkým množstvím srážek.
Horizontální rozsah downburstu se může pohybovat v rozmezí od jednotek metrů až po desítky kilometrů. Podle horizontálního rozsahu a doby trvání jevu jsou rozlišovány mikrobursty a makrobursty. Mikrobursty jsou downbursty malého měřítka, s průměrem nepřesahujícím cca 4 km a s krátkou dobou trvání zpravidla 2–5 minut. Změna rychlosti větru u středu roztékání u nich přesahuje 10 m/s a vytváří silný střih větru. Makrobursty jsou pak downbursty velkého měřítka, s průměrem přesahujícím 4 km a dobou trvání 5–30 minut a rychlostmi až 60 m/s.
Specifickým jevem podobným downburstu je také heatburst, což je prudké zvýšení teploty vzduchu i o více než 10 °C doprovázené výrazným zesílením větru a jeho silnými nárazy, a výrazným poklesem vlhkosti vzduchu. Heatbursty se vyskytují zpravidla ve večerních nebo nočních hodinách v blízkosti slábnoucích nebo rozpadajících se konvektivních bouří; o mechanismu ohřevu vzduchu v nich se zatím pouze spekuluje.
Downbursty jsou nebezpečné pro letectví, zejména při přistání, kvůli velkému střihu větru. V posledních několika desetiletích bylo tomuto jevu přičítáno několik smrtelných i historických havárií a výcvik letových posádek se podrobně zabývá tím, jak správně rozpoznat a zotavit se z mikroburstů a střihu větru. Ty obvykle trvají několik sekund až minut.
Během svého vývoje procházejí downbursty třemi fázemi: downburst, outburst a cushion.
Silný downburst poničil 24. června 2021 vesnici Stebno, část obce Kryry v okrese Louny. Zpočátku byl spíše považován za tornádo, a to i proto, že se vyskytl ve stejný den jako ničivé tornádo na Jižní Moravě.